# Albin von Vetsera
Albin Johann von Vetsera (Bratislava, 28 febbraio 1825 – Il Cairo, 14 novembre 1887) è stato un diplomatico e nobile ungherese.
Fu padre di Maria Vetsera, amante e suicida con Rodolfo d'Asburgo-Lorena, erede al trono austriaco, unico figlio maschio dell'imperatore Francesco Giuseppe e dell'imperatrice Elisabetta.

## Biografia
Albin von Vetsera era il figlio maggiore del vicedirettore del tribunale imperiale di Bratislava, Bernhard von Vetsera (1796-1870) e della figlia del sindaco di Bratislava, Caroline Ullmann.
Frequentò l'Accademia Orientale di Vienna ed entrò nel servizio diplomatico nella primavera del 1850. Iniziò il suo apprendistato diplomatico come assistente interprete presso l'ufficio internazionale di Bucarest. Nell'autunno del 1850 giunse a Costantinopoli con la medesima posizione. Lì conobbe il banchiere e magnate della finanza Theodor Baltazzi (1788-1860) che svolgeva le funzioni di consulente finanziario del sultano Abdülmecid I, accumulando una notevole fortuna personale. Questi dopo quattro anni divenne suo suocero.
Alla fine degli anni '60 dell'Ottocento, la famiglia Vetsera si trasferì a Vienna, in una casa presso il Prater. Da quel momento Albin von Vetsera scalò vertiginosamente le tappe della carriera diplomatica: dal 1868 al 1869 fu chargée d'affaires presso l'ambasciata di San Pietroburgo, nel 1869 gli venne affidata la direzione dell'ambasciata di Lisbona e tra il 1869 ed il 1872 fu ambasciatore imperiale a Darmstadt. Pensionato temporaneamente, nel 1880 venne richiamato in servizio come "Delegato austro-ungarico presso la Commissione internazionale per la gestione del debito nazionale egiziano".
Mentre si trovava al Cairo, morì improvvisamente di infarto il 17 novembre 1887 e venne sepolto nel cimitero locale. La moglie e i figli che non lo avevano seguito in Egitto ma erano rimasti a Vienna, si trasferirono in un palazzo signorile presso la Salesianergasse nel terzo distretto di Vienna.

## Matrimonio e figli
Albin von Vetsera sposò Helene Baltazzi, figlia di Theodor, la quale aveva appena diciassette anni mentre lo sposo ne aveva già trentanove. Il matrimonio venne celebrato a Costantinopoli il 2 aprile 1864. La coppia ebbe insieme i seguenti figli:
- Ladislaus (detto "Lazi", 1865-1881)
- Johanna Carolina Elisabeth (detta "Hanna", 1868-1901), sposò il conte Hendrik von Byland-Rheyd (1863-1932)
- Maria Alexandrine (detta "Mary", 1871-1889)
- Franz Albin (detto "Feri", 1872-1915), sposò la contessa Maria Margit von Bissingen und Nippenburg (1883-1944)